# علاة الجعفري (يافع)

تعديل مصدري - تعديل

علاة الجعفري هي إحدى قرى عزلة لبعوس بمديرية يافع التابعة لمحافظة لحج، بلغ تعداد سكانها 187 نسمة حسب تعداد اليمن لعام 2004.